# Giuseppe Piemontese
Giuseppe Piemontese OFM Conv. (ur. 24 kwietnia 1946 we Monte Sant’Angelo) – włoski duchowny katolicki, biskup Terni-Narni-Amelia w latach 2014–2021.

## Życiorys
Święcenia kapłańskie otrzymał 5 kwietnia 1971 w zakonie franciszkanów konwentualnych. Był m.in. nauczycielem w domu formacyjnym, animatorem duszpasterstwa młodzieży, prowincjałem oraz przełożonym Sacro Convento w Asyżu.
31 stycznia 2014 papież Franciszek mianował go ordynariuszem diecezji Terni-Narni-Amelia. Sakry biskupiej udzielił mu 21 czerwca 2014 metropolita Perugii - kardynał Gualtiero Bassetti. 29 października 2021 papież przyjął jego rezygnację z pełnionego urzędu, złożóną ze względu na wiek. 